# Eleições gerais no Brasil em 2014
As eleições gerais brasileiras de 2014 foram realizadas no dia 5 de outubro. Na ocasião foram escolhidos o presidente da República, os vinte e sete governadores das unidades federativas, um terço dos membros do Senado Federal, a totalidade dos membros da Câmara dos Deputados e os representantes dos poderes legislativos estaduais.
Estima-se que, nestas eleições, mais de 22 milhões de eleitores foram identificados por meio da biometria. Nesse processo, o eleitor é identificado através de suas impressões digitais e, para isso, houve um recadastramento para coletar as digitais e atualizar os dados de milhões de eleitores em alguns municípios no Brasil. A vantagem apontada pelo Tribunal Superior Eleitoral é de “praticamente eliminar a intervenção humana” na etapa de identificação, assim diminuindo fraudes pelas quais uma pessoa se passa por outra.
A divulgação de resultados das eleições pôde ser feito por meio dos sistemas DivWeb e Divulga. O DivWeb permitiu acompanhar o resultado das Eleições por meio da internet e o Divulga permitiu acompanhar o resultado por meio de um software.

## Eleição presidencial
Através do sistema DivulgaCand, foi possível consultar dados dos candidatos à Presidência da República, desde a declaração pessoal de bens até suas propostas de governo. Eis os candidatos, em ordem de acordo com o número da legenda:
| Candidato a presidente | Candidato a presidente | Candidato a vice-presidente | Candidato a vice-presidente | Partido ou coligação                                               | Número eleitoral | Cargo político anterior                             | Tempo de horário eleitoral | Propostas de governo |
| ---------------------- | ---------------------- | --------------------------- | --------------------------- | ------------------------------------------------------------------ | ---------------- | --------------------------------------------------- | -------------------------- | -------------------- |
|                        | Dilma Rousseff (PT)    |                             | Michel Temer (PMDB)         | Com a Força do Povo (PT, PMDB, PSD, PP, PR, PDT, PRB, PROS, PCdoB) | 13               | Presidente do Brasil (2011–2016)                    | 10 minutos e 24 segundos   | arquivo em PDF       |
|                        | José Maria de Almeida  |                             | Cláudia Durans              | Partido Socialista dos Trabalhadores Unificado                     | 16               | —                                                   | 45 segundos                | arquivo em PDF       |
|                        | Pastor Everaldo        |                             | Leonardo Gadelha            | Partido Social Cristão                                             | 20               | Subsecretário da Casa Civil do Rio de Janeiro       | 1 minutos e 10 segundos    | arquivo em PDF       |
|                        | Mauro Iasi             |                             | Sofia Manzano               | Partido Comunista Brasileiro                                       | 21               | —                                                   | 45 segundos                | arquivo em PDF       |
|                        | José Maria Eymael      |                             | Roberto Lopes               | Partido Social Democrata Cristão                                   | 27               | Deputado federal por São Paulo (1986–1995)          | 45 segundos                | arquivo em PDF       |
|                        | Levy Fidelix           |                             | José Alves de Oliveira      | Partido Renovador Trabalhista Brasileiro                           | 28               | —                                                   | 45 segundos                | arquivo em PDF       |
|                        | Rui Costa Pimenta      |                             | Ricardo Machado             | Partido da Causa Operária                                          | 29               | —                                                   | 45 segundos                | Não disponível       |
|                        | Marina Silva (PSB)     |                             | Beto Albuquerque (PSB)      | Unidos pelo Brasil (PSB, PPS, PSL, PHS, PPL, PRP)                  | 40               | Senadora pelo Acre (1995–2011)                      | 2 minutos e 3 segundos     | arquivo em PDF       |
|                        | Eduardo Jorge          |                             | Célia Sacramento            | Partido Verde                                                      | 43               | Deputado federal por São Paulo (1987–2003)          | 1 minuto e 4 segundos      | arquivo em PDF       |
|                        | Aécio Neves (PSDB)     |                             | Aloysio Nunes (PSDB)        | Muda Brasil (PSDB, SD, PMN, PEN, PTN, PTC, DEM, PTdoB, PTB)        | 45               | Senador por Minas Gerais (2011–2019)                | 4 minutos e 35 segundos    | arquivo em PDF       |
|                        | Luciana Genro          |                             | Jorge Paz                   | Partido Socialismo e Liberdade                                     | 50               | Deputada federal pelo Rio Grande do Sul (2003–2011) | 51 segundos                | arquivo em PDF       |

## Eleição para governador estadual

### Governadores eleitos
Os estados que elegeram um governador logo no 1º turno foram: (Alagoas, Bahia, Espírito Santo, Mato Grosso, Minas Gerais, Paraná, Pernambuco, Piauí, Maranhão, Santa Catarina, São Paulo, Sergipe e Tocantins).  Já os estados que não elegeram seu governador no 1º turno foram: (Acre, Amapá, Amazonas, Ceará, Distrito Federal, Goiás, Mato Grosso do Sul, Pará, Paraíba, Rio de Janeiro, Rio Grande do Norte, Rio Grande do Sul, Rondônia e Roraima).
| Bandeira | Estado              | UF | Governador          | Partido | Vice-governador       | Coligação |
| -------- | ------------------- | -- | ------------------- | ------- | --------------------- | --- |
|          | Acre                | AC | Tião Viana          | PT      | Nazareth Araújo       | Frente Popular do Acre PT/PDT/PSB/PCdoB/PRB/PTB/PROS/PTN/PSL/PEN/PHS/PSDC/PRP                                       |
|          | Alagoas             | AL | Renan Filho         | PMDB    | Luciano Barbosa       | Com o Povo Pra Alagoas Mudar PMDB/PT/PDT/PV/PCdoB/PROS/PSD/PTB/PSC/PTdoB/PHS                                        |
|          | Amapá               | AP | Waldez Góes         | PDT     | Papaléo Paes          | A Força do Povo PDT/PP/PMDB                                                                                         |
|          | Amazonas            | AM | José Melo           | PROS    | Henrique Oliveira     | Fazendo Mais Por Nossa Gente PROS/DEM/PSDB/PR/PSD/PV/PSC/PSL/PTC/PTN/PRTB/SD/PEN/PRP                                |
|          | Bahia               | BA | Rui Costa           | PT      | João Leão             | Pra Bahia Mudar Mais PT/PP/PCdoB/PDT/PR/PTB/PSD/PMN/PTdoB                                                           |
|          | Ceará               | CE | Camilo Santana      | PT      | Izolda Cela           | Pro Ceará Seguir Mudando PT/PROS/PDT/PCdoB/PP/PTB/PV/PRB/PSD/PSL/PMN/SD/PTC/PTdoB/PHS/PRTB/PEN/PPL                  |
|          | Distrito Federal    | DF | Rodrigo Rollemberg  | PSB     | Renato Santana        | Somos Todos Brasília PSB/PDT/PSD/SD                                                                                 |
|          | Espírito Santo      | ES | Paulo Hartung       | PMDB    | César Colnago         | O Espírito Santo Pode Muito Mais PMDB/PSDB/DEM/PROS/SD/PEN/PRP                                                      |
|          | Goiás               | GO | Marconi Perillo     | PSDB    | José Eliton Junior    | Garantia de um Futuro Melhor PSDB/DEM/PPS/PDT/PRB/PROS/PV/PPS/PSD/PP/PR/PTB/PMN/PSL/PHS/PEN/PTC/PTdoB               |
|          | Maranhão            | MA | Flávio Dino         | PCdoB   | Carlos Brandão        | Todos Pelo Maranhão PCdoB/PSDB/PSB/PPS/PDT/PROS/PTC/PP/SD                                                           |
|          | Mato Grosso         | MT | Pedro Taques        | PDT     | Carlos Fávaro         | Coragem e Atitude Para Mudar PDT/PP/PSDB/DEM/PSB/PRB/PPS/PTB/PV/PSC/PSL/PSDC/PRP                                    |
|          | Mato Grosso do Sul  | MS | Reinaldo Azambuja   | PSDB    | Rose Modesto          | Novo Tempo PSDB/DEM/PPS/PSD/PMN/SD                                                                                  |
|          | Minas Gerais        | MG | Fernando Pimentel   | PT      | Antônio Andrade       | Minas Pra Você PT/PMDB/PCdoB/PROS/PRB                                                                               |
|          | Pará                | PA | Simão Jatene        | PSDB    | Zequinha Marinho      | Juntos Com o Povo PSDB/PSB/PP/PRB/PPS/PTB/PSD/PSC/PMN/PTC/PSDC/PRP/PEN/PTdoB                                        |
|          | Paraíba             | PB | Ricardo Coutinho    | PSB     | Lígia Feliciano       | A Força do Trabalho PSB/PT/DEM/PCdoB/PV/PDT/PSL/PPL/PRTB/PRP/PHS                                                    |
|          | Paraná              | PR | Beto Richa          | PSDB    | Cida Borghetti        | Todos Pelo Paraná PSDB/PROS/DEM/PSB/PPS/PP/PR/PSC/PSD/PTB/PSL/PMN/PSDC/SD/PEN/PHS/PTdoB                             |
|          | Pernambuco          | PE | Paulo Câmara        | PSB     | Raul Henry            | Frente Popular de Pernambuco PSB/PMDB/PSDB/DEM/PCdoB/PPS/PSD/PP/PV/PR/PROS/PSDC/PSL/PTC/PEN/PHS/PRP/SD/PRTB/PTN/PPL |
|          | Piauí               | PI | Wellington Dias     | PT      | Margarete Coelho      | A Vitória Com a Força do Povo PT/PP/PROS/PTB/PHS/SD/PRP                                                             |
|          | Rio de Janeiro      | RJ | Luiz Fernando Pezão | PMDB    | Francisco Dornelles   | O Rio em Primeiro Lugar PMDB/PP/PSDB/DEM/PSD/PPS/PSC/PSL/PMN/PSDC/PTC/SD/PTN/PRP/PRTB/PEN/PTB/PHS                   |
|          | Rio Grande do Norte | RN | Robinson Faria      | PSD     | Fábio Dantas          | Liderados Pelo Povo PSD/PCdoB/PT/PP/PTC/PRTB/PEN/PTdoB                                                              |
|          | Rio Grande do Sul   | RS | José Ivo Sartori    | PMDB    | José Paulo Cairoli    | Um Novo Caminho Para o Rio Grande PMDB/PSD/PPS/PSB/PSL/PSDC/PHS/PTdoB                                               |
|          | Rondônia            | RO | Confúcio Moura      | PMDB    | Daniel Pereira        | Rondônia no Caminho Certo PMDB/PSB/PDT/PTB/PCdoB/PSL/PTN/PRTB/PRP                                                   |
|          | Roraima             | RR | Suely Campos        | PP      | Paulo Quartiero       | Salve Roraima PP/DEM/PTB                                                                                            |
|          | Santa Catarina      | SC | Raimundo Colombo    | PSD     | Eduardo Pinho Moreira | Santa Catarina em Primeiro Lugar PSD/PMDB/DEM/PCdoB/PTB/PDT/PROS/PR/PRB/PV/PSC/PSDC                                 |
|          | São Paulo           | SP | Geraldo Alckmin     | PSDB    | Márcio França         | Aqui é São Paulo PSDB/PSB/DEM/PPS/PRB/PSC/PSL/PSDC/PMN/PTC/SD/PTN/PEN/PTdoB                                         |
|          | Sergipe             | SE | Jackson Barreto     | PMDB    | Belivaldo Chagas      | Agora é o Povo PMDB/PSB/PT/PDT/PCdoB/PROS/PSD/PRB/PRTB/PSDC/PRP                                                     |
|          | Tocantins           | TO | Marcelo Miranda     | PMDB    | Cláudia Lelis         | A Experiência Faz a Mudança PMDB/PT/PSD/PV                                                                          |

## Eleição para o Senado Federal

### Senadores eleitos
Foi renovado um terço do Senado.
| Bandeira | Estado              | UF | Senadores               | Partido | Número |
| -------- | ------------------- | -- | ----------------------- | ------- | ------ |
|          | Acre                | AC | Gladson Cameli          | PP      | 111    |
|          | Alagoas             | AL | Fernando Collor         | PTB     | 144    |
|          | Amapá               | AP | Davi Alcolumbre         | DEM     | 255    |
|          | Amazonas            | AM | Omar Aziz               | PSD     | 555    |
|          | Bahia               | BA | Otto Alencar            | PSD     | 555    |
|          | Ceará               | CE | Tasso Jereissati        | PSDB    | 456    |
|          | Distrito Federal    | DF | José Antônio Reguffe    | PDT     | 123    |
|          | Espírito Santo      | ES | Rose de Freitas         | PMDB    | 156    |
|          | Goiás               | GO | Ronaldo Caiado          | DEM     | 251    |
|          | Maranhão            | MA | Roberto Rocha           | PSB     | 400    |
|          | Mato Grosso         | MT | Wellington Fagundes     | PR      | 222    |
|          | Mato Grosso do Sul  | MS | Simone Tebet            | PMDB    | 151    |
|          | Minas Gerais        | MG | Antônio Anastasia       | PSDB    | 456    |
|          | Pará                | PA | Paulo Rocha             | PT      | 131    |
|          | Paraíba             | PB | José Maranhão           | PMDB    | 155    |
|          | Paraná              | PR | Álvaro Dias             | PSDB    | 456    |
|          | Pernambuco          | PE | Fernando Bezerra Coelho | PSB     | 400    |
|          | Piauí               | PI | Elmano Férrer           | PTB     | 141    |
|          | Rio de Janeiro      | RJ | Romário                 | PSB     | 400    |
|          | Rio Grande do Norte | RN | Fátima Bezerra          | PT      | 131    |
|          | Rio Grande do Sul   | RS | Lasier Martins          | PDT     | 123    |
|          | Rondônia            | RO | Acir Gurgacz            | PDT     | 123    |
|          | Roraima             | RR | Telmário Mota           | PDT     | 123    |
|          | Santa Catarina      | SC | Dário Berger            | PMDB    | 155    |
|          | São Paulo           | SP | José Serra              | PSDB    | 456    |
|          | Sergipe             | SE | Maria do Carmo Alves    | DEM     | 251    |
|          | Tocantins           | TO | Kátia Abreu             | PMDB    | 155    |

### Pré-candidaturas e candidaturas ao Senado Federal

#### Acre
Na eleição para senador estava em jogo a cadeira de Aníbal Diniz.
Dados oriundos do Tribunal Superior Eleitoral.
| Candidatos a senador da República | Candidatos a suplente de senador | Número | Coligação                                                                                           | Votação | Percentual |
| --------------------------------- | -------------------------------- | ------ | --------------------------------------------------------------------------------------------------- | ------- | ---------- |
| Gladson Cameli PP                 | Mailza Gomes PSDB                | 111    | Aliança por um Acre melhor (PSDB, PMDB, PP, PSC, PSD, PR, PPS, PTdoB, SD, PTC)                      | 218.756 | 58,36%     |
| Perpétua Almeida PCdoB            | Davi Santiago PSB                | 654    | Frente Popular do Acre (PT/PCdoB/PSB, PTB, PDT, PCB, PSL, PRB, PSDC, PTN, PPL, PROS, PRP, PHS, PEN) | 136.706 | 36,47%     |
| Roberto Duarte PMN                | Maria Rodrigues PV               | 333    | Produzir Para Empregar (DEM, PV, PMN)                                                               | 17.119  | 4,57%      |
| Fortunato Martins PSOL            | Paulo Cahu PSOL                  | 500    | PSOL (sem coligação)                                                                                | 2.232   | 0,60%      |

| Primeiro Turno - Esquema Gráfico | Primeiro Turno - Esquema Gráfico | Primeiro Turno - Esquema Gráfico | Primeiro Turno - Esquema Gráfico | Primeiro Turno - Esquema Gráfico |
| -------------------------------- | -------------------------------- | -------------------------------- | -------------------------------- | -------------------------------- |
|                                  |                                  |                                  |                                  |                                  |
| Gladson Cameli                   | Gladson Cameli                   |                                  | 58,36%                           | 58,36%                           |
| Perpétua Almeida                 | Perpétua Almeida                 |                                  | 36,47%                           | 36,47%                           |
| Roberto Duarte                   | Roberto Duarte                   |                                  | 4,57%                            | 4,57%                            |
| Prof. Fortunato                  | Prof. Fortunato                  |                                  | 0,60%                            | 0,60%                            |
| Brancos e Nulos                  | Brancos e Nulos                  |                                  | 10,50%                           | 10,50%                           |
| Abstenções                       | Abstenções                       |                                  | 17,32%                           | 17,32%                           |

#### Alagoas
Com informações oriundas do Tribunal Superior Eleitoral.
| Candidatos a senador da República | Primeiro suplente de senador | Número | Coligação                                                                                | Votação | Percentual |
| --------------------------------- | ---------------------------- | ------ | ---------------------------------------------------------------------------------------- | ------- | ---------- |
| Fernando Collor PTB               | Renilde Bulhões PTB          | 144    | Com o povo pra Alagoas mudar (PMDB, PTB, PSD, PDT, PT, PCdoB, PSC, PROS, PV, PTdoB, PHS) | 689.266 | 55,69%     |
| Heloísa Helena PSOL               | Maurício Dias PSOL           | 500    | Frente de Esquerda de Alagoas (PSOL, PSTU)                                               | 394.309 | 31,86%     |
| Omar Coelho DEM                   | José Pacheco Filho PP        | 255    | Juntos com o povo pela melhoria de Alagoas (PP, PSB, PR, DEM, PPS, SD, PSL, PSDC, PRP)   | 137.237 | 11,09%     |
| Oldemberg Paranhos PRTB           | Jefferson Piones PRTB        | 288    | Caminhando com o povo (PRTB, PPL, PMN)                                                   | 6.390   | 0,52%      |
| Elias Barros PTC                  | Sílvio Sapucaia PTC          | 369    | PTC (sem coligação)                                                                      | 5.914   | 0,48%      |
| Marcos Aguiar PTN                 | Sargento Rosivan PTN         | 192    | PTN (sem coligação)                                                                      | 2.741   | 0,22%      |
| Coronel Brito PEN                 | Tenente Elias PEN            | 511    | PEN (sem coligação)                                                                      | 1.922   | 0,16%      |

#### Amapá
Neste pleito, será disputada apenas uma vaga por estado ao senado, com mandato de 8 anos. Como não há segundo turno para as vagas do legislativo, o candidato mais votado é eleito, não havendo necessidade de se obter mais da metade dos votos. No dia 23 de junho, o senador José Sarney, por meio de sua assessoria, divulgou que não será candidato à reeleição. Na convenção estadual do PMDB-AP, no dia 27 do mesmo mês, o ex-presidente chancelou sua desistência e declarou que "a política está muito desestimulante". Os principais candidatos ao Senado Federal são: Davi Alcolumbre (DEM), Palmira Bittencourt (PTC), Gilvam Borges (PMDB), Raquel Capiberibe (PMN) e  Dora Nascimento (PT).
| Candidatos a senador da República | Candidatos a suplente de senador                          | Número | Coligação                                                             | Votos   | Percentual |
| --------------------------------- | --------------------------------------------------------- | ------ | --------------------------------------------------------------------- | ------- | ---------- |
| Davi Alcolumbre DEM               | 1º: Marco Jeovano 2º: José Samuel Alcolumbre              | 255    | Juntos pelo Desenvolvimento, pela Paz e pela Vida PSD, PSDB, DEM, SDD | 131.695 | 36,26%     |
| Gilvam Borges PMDB                | 1º: Paulo Batista Guerra 2º: Salomão Alcolumbre Júnior    | 152    | A Força do Povo PDT, PMDB, PP                                         | 124.438 | 34,26%     |
| Promotor Moisés Rivaldo PEN       | 1º: Enildo Pena do Amaral 2º: Cleineide Batista           | 511    | O Futuro Começa Agora PPS, PMN, PEN, PRP, PTC, PRTB, PSC, PPL, PTB    | 48.136  | 13,25%     |
| Dora Nascimento PT                | 1º: Manoel Bacelar Souza 2º: Paulo Rocha                  | 131    | Frente Popular a Favor do Amapá PSB, PT, PC do B, PSOL                | 38.919  | 10,71%     |
| Pastor Jorvan Nascimento PRP      | 1º: Rodrigo Lima Júnior 2º: Janete Nascimento             | 441    | Partido Republicano Progressista PRP                                  | 7.443   | 2,05%      |
| Coronel Palmira Bittencourt PTC   | 1º: Ricardo Alexandre de Souza 2º: Jaira do Socorro Serra | 369    | Partido Trabalhista Cristão PTC                                       | 5.016   | 1,38%      |
| Raquel Capiberibe PMN             | 1º: Hélio Martins e Silva 2º: Clelton Ribeiro Leite       | 333    | Partido da Mobilização Nacional PMN                                   | 3.545   | 0,98%      |
| Professor Paulo Ricardo PSTU      | 1º: Jucimar Dias da Cunha 2º: Sérgio Fernando Moraes      | 161    | Partido Socialista dos Trabalhadores Unificado PSTU                   | 2.558   | 0,70%      |
| Marquinho Abreu PRTB              | 1º: Augusto Rodrigues 2º: Inês Rabelo da Silva            | 280    | Partido Renovador Trabalhista Brasileiro PRTB                         | 1.486   | 0,41%      |
| Ricardo Vilhena PCB               | 1º: Francione Dantas 2º: Elliane Gomes                    | 210    | Partido Comunista Brasileiro PCB                                      | 0       | 0%         |

#### Amazonas
Praciano (PT): O deputado federal Francisco Praciano (PT) foi candidato ao Senado Federal, com o apoio do candidato ao governo estadual Eduardo Braga (PMDB), do ex-presidente da República Luiz Inácio Lula da Silva (PT) e da presidente e candidata à reeleição, Dilma Rousseff (PT).
Jonatas Almeida (PMN): Pela primeira vez, o PMN apostou em candidatura própria ao senado, indicando Jonatas Almeida.
Professor Queiroz (PSOL): Professor Queiroz foi o candidato do PSOL ao Senado Federal. Ele teve o apoio de Abel Alves (PSOL), candidato ao governo estadual, e Luciana Genro (PSOL) candidata à presidência.
Omar Aziz (PSD) : O ex-governador do estado, Omar Aziz, foi candidato do PSD ao Senado Federal, com o apoio do atual governador, José Melo de Oliveira (PROS).
Marcelo Serafim (PSB): O vereador de Manaus, Marcelo Serafim (PSB) foi o candidato do partido ao Senado Federal, tendo apoio do ex-prefeito de Manaus, Serafim Corrêa (PSB), do candidato ao governo estadual, Marcelo Ramos (PSB) e da candidata à presidente, Marina Silva (PSB) .
Júlio Ferraz (PSTU): O candidato do PSTU ao Senado Federal foi Júlio Ferraz.

#### Bahia
Cinco candidaturas à vaga no Senado foram registradas junto à justiça eleitoral, e abaixo estão listados pela ordem numérica crescente do números dos candidatos titulares.
|  | Nº  | Candidato(a) a senador(a) | Candidato(a) a senador(a)                            | Candidato(a)s a suplentes de senador(a)                                                       | Coligação | Duração da propaganda eleitoral |
|  | --- | ------------------------- | ---------------------------------------------------- | --------------------------------------------------------------------------------------------- | --- | ------------------------------- |
|  | 150 |                           | Geddel Vieira Lima (PMDB) Geddel Quadros Vieira Lima | Eliel Lima Santana (PSC) 1º suplente Ricardo Grey de Araújo Lemos (PTC) 2º suplente           | "Unidos pela Bahia" - Democratas (DEM) - Partido da Social Democracia Brasileira (PSDB) - Partido do Movimento Democrático Brasileiro (PMDB) - Partido Popular Socialista (PPS) - Partido Republicano Brasileiro (PRB) - Partido Republicano da Ordem Social (PROS) - Partido Republicano Progressista (PRP) - Partido Social Cristão (PSC) - Partido Social Democrata Cristão (PSDC) - Partido Trabalhista Cristão (PTC) - Partido Trabalhista do Brasil (PTdoB) - Partido Trabalhista Nacional (PTN) - Partido Verde (PV) - Solidariedade (SD) | 3min33s                         |
|  | 400 |                           | Eliana Calmon (PSB) Eliana Calmon Alves              | Juvêncio Ruy Cardoso Neves (PSB) 1º suplente Edvaldo Mendes Araújo (PSB) 2º suplente          | "Um novo caminho para a Bahia" - Partido Pátria Livre (PPL) - Partido Social Liberal (PSL) - Partido Socialista Brasileiro (PSB) | 1min2s                          |
|  | 500 |                           | Hamilton Assis (PSOL) Hamilton Moreira de Assis      | César Oliveira Carneiro (PSOL) 1º suplente José Nildo Rodrigues dos Santos (PSOL) 2º suplente | Partido não coligado - Partido Socialismo e Liberdade (PSOL) | 42s                             |
|  | 511 |                           | Marcelo Evangelista (PEN)                            | Mariana Nuno (PEN) 1º suplente Mario César da Silva (PEN) 2º suplente                         | "Por uma Bahia Livre e Justa" - Partido Renovador Trabalhista Brasileiro (PRTB) - Partido Ecológico Nacional (PEN) | 41s                             |
|  | 555 |                           | Otto Alencar (PSD) Otto Roberto Mendonça de Alencar  | Abel Rebouças São José (PDT) 1º suplente Marizete Lisboa Fernandes Pereira (PT) 2º suplente   | "Pra Bahia Mudar Mais" - Partido Comunista do Brasil (PCdoB) - Partido da República (PR) - Partido da Mobilização Nacional (PMN) - Partido Democrático Trabalhista (PDT) - Partido dos Trabalhadores (PT) - Partido Progressista (PP) - Partido Social Democrático (PSD) - Partido Trabalhista Brasileiro (PTB) | 4min                            |

#### Ceará
| Número | Candidato (em ordem alfabética)        | Partido | Suplentes                                                                                 | Coligação |
| ------ | -------------------------------------- | ------- | ----------------------------------------------------------------------------------------- | --- |
| 400    | Geovana Maria Cartaxo de Arruda Freire | PSB     | 1º: Maria Valda de Albuquerque 2º: Geraldo Cadeira de Oliveira                            | Partido não coligado |
| 900    | Carlos Mauro Benevides Filho           | PROS    | 1º: José Linhares Ponte (PP) 2º: Francisco Honorio Pinheiro Alves                         | Para o Ceará Seguir Mudando PROS / PT / PRB / PP / PDT / PTB / PSL / PRTB / PHS / PMN / PTC / PV / PEN / PPL / PSD / PCdoB / PTdoB / SD |
| 161    | Raquel Dias Araujo                     | PSTU    | 1º: Carlota Sales de Carvalho 2º: Augusto César Tavares da Silva                          | Frente de Esquerda Socialista PSOL / PSTU / PCB                                                                                         |
| 456    | Tasso Ribeiro Jereissati               | PSDB    | 1º: Francisco Feitosa de Albuquerque Lima (DEM) 2º: Fernando Antonio Mendes Façanha Filho | Ceará de Todos PMDB / PR / PSDB / DEM / PPS / PRP / PSC / PSDC / PTN                                                                    |

#### Distrito Federal
| Candidato a Senador   | 1º Suplente                      | 2º Suplente              | Número Eleitoral | Coligação                                           | Tempo de horário eleitoral |
| --------------------- | -------------------------------- | ------------------------ | ---------------- | --------------------------------------------------- | -------------------------- |
| Geraldo Magela PT     | Pastor Manoel Ferreira (PSC)     | Roberto Barreto (PP)     | 133              | Respeito por Brasília                               |                            |
| Sandra Quezado PSDB   | Wander Rodrigues Sobrinho (PSDC) | Leão Magno (PSDB)        | 456              | Seriedade para Mudar                                |                            |
| Reguffe PDT           | José Carlos Vasconcellos (PDT)   | Fadi Faraj (SD)          | 123              | Somos Todos Brasília                                |                            |
| Gim Argello PTB       | Weslian Roriz (PRTB)             | Anicélia (PTB)           | 144              | União e Força                                       |                            |
| Aldemario PSOL        | Tatiana Maranhão (PSOL)          | Clemildo Sá (PSOL)       | 500              | Partido Socialismo e Liberdade PSOL                 |                            |
| Robson PSTU           | Silvio (PSTU)                    | Francisco Targino (PSTU) | 160              | Partido Socialista dos Trabalhadores Unificado PSTU |                            |
| Jamil Magari PCB      | Maria de Fátima (PCB)            | Tânia Maria (PCB)        | 211              | Partido Comunista Brasileiro PCB                    |                            |
| Expedito Mendonça PCO | Valmir Barbosa (PCO)             | Maria das Graças (PCO)   | 290              | Partido da Causa Operária PCO                       |                            |

#### Espírito Santo
Conforme rodízio previsto para as eleições ao Senado, em 2014, será disputada apenas uma vaga por estado com mandato de 8 anos. O candidato mais votado é eleito, não havendo segundo turno para as eleições legislativas.
Antes das candidaturas serem oficializadas, institutos de pesquisa chegaram a considerar como pré-candidatos a governador os senadores Ricardo Ferraço (PMDB) e Magno Malta (PR), e o ex-prefeito de Colatina Guerino Balestrassi (PSDB), e a senador o citado ex-governador Paulo Hartung, o ex-prefeito de Vitória Luiz Paulo Vellozo Lucas e o professor Luiz Cláudio Ribeiro (PPS). O delegado de trânsito Fabiano Contarato (PR) chegou a se candidatar a senador, mas renunciou em favor de Neucimar Fraga.
Ao cargo de senador, são candidatos a deputada federal Rose de Freitas (PMDB), o ex-prefeito de Vitória João Coser (PT), o advogado André Moreira (PSOL), o professor Raphael Furtado (PSTU) e o ex-prefeito de Vila Velha Neucimar Fraga.

#### Goiás[22]
| Ronaldo Caiado   | 2 minutos e 15 segundos |
| Antônio Neto     | 28 segundos             |
| Aldo Muro        | 29 segundos             |
| Elber Sampaio    | 30 segundos             |
| Vilmar Rocha     | 3 minutos e 39 segundos |
| Aguimar Jesuíno  | 58 segundos             |
| Marina Sant'anna | 1 minuto e 37 segundos  |

#### Maranhão
Na eleição para senador está em jogo a cadeira de Epitácio Cafeteira.
- Gastão Vieira (PMDB): iniciou sua carreira política em 1985, sendo eleito em 1986 para deputado estadual e reeleito em 1990. Em 1994, foi eleito deputado federal, sendo reeleito novamente em 1998, 2002, 2006 e 2010. Licenciou-se de seus mandatos por quatro vezes: a primeira entre 1995 e 1998, quando foi nomeado Secretário de Educação do Maranhão; a segunda em 2008, quando disputou a prefeitura de São Luís, sendo derrotado; a terceira entre 2009 e 2010, quando foi nomeado Secretário de Planejamento e Orçamento do Maranhão; e a última e mais recente, entre 2010 e 2014, quando foi nomeado Ministro do Turismo pela presidente Dilma Rousseff, e agindo como um dos principais organizadores da Copa do Mundo FIFA de 2014 no país. Posteriormente, candidatou-se ao senado federal, contando com o apoio da presidente, da governadora Roseana Sarney, e de Edison Lobão Filho, seu companheiro de campanha.
- Roberto Rocha (PSB): é filho do falecido ex-governador do estado, Luiz Rocha, primeiro a ser eleito após o fim da ditadura. Eleito deputado estadual em 1990, candidatou-se a deputado federal em 1994, sendo eleito e posteriormente reeleito em 1998, além de se candidatar novamente em 2006, sendo novamente eleito pela maioria dos votos. Compôs a chapa de Edivaldo Holanda Júnior na disputa pela prefeitura de São Luís em 2012, como vice-prefeito, vencendo as eleições no 2º turno. Apoiado por Flávio Dino na sua candidatura em 2012, resolveu candidatar-se à uma vaga no senado federal, e ajudou a trazer um de seus cabos eleitorais, Eduardo Campos, para apoiar a candidatura do seu companheiro de campanha.

| Candidato a Senador | 1º Suplente                   | 2º Suplente           | Número Eleitoral | Coligação | Tempo de horário eleitoral |
| ------------------- | ----------------------------- | --------------------- | ---------------- | --- | -------------------------- |
| Gastão Vieira PMDB  | José Antônio Heluy (PT)       | Remi Ribeiro (PMDB)   | 151              | Pra Frente Maranhão PMDB, PT, DEM, PEN, PHS, PMN, PR, PRB, PRP, PRTB, PSC, PSD, PSDC, PSL, PTB, PTdoB, PTN, PV |                            |
| Roberto Rocha PSB   | Pinto Itamaraty (PSDB)        | Paulo Matos (PPS)     | 400              | Todos Pelo Maranhão PSB, PCdoB, PSDB, PPS, PP, SD, PDT, PTC, PROS                                              |                            |
| Haroldo Saboia PSOL | Profª. Socorro Sampaio (PSOL) | Paulo de Tasso (PSOL) | 500              | - PSOL |                            |
| Evan de Andrade PCB | Profª. Aneri Tavares (PCB)    | Idalcy Coutinho (PCB) | 212              | - PCB |                            |
| Marcos Silva PSTU   | Wilson Leite (PSTU)           | Marco Aurelio (PSTU)  | 163              | - PSTU |                            |
| Gersão PPL          | Cardoso Filho (PPL)           | Marcos Célio (PPL)    | 541              | - PPL |                            |

#### Mato Grosso
Com informações oriundas do Tribunal Superior Eleitoral.
| Candidato a senador e partido | Suplentes do senador                                        | Número | Coligação                                                                                                | Votação | Percentual | Status                  |
| ----------------------------- | ----------------------------------------------------------- | ------ | --- | ------- | ---------- | ----------------------- |
| 'Wellington Fagundes' - PR    | 1º : Jorge Yanai (PMDB) 2º : Manoel Motta (PCdoB)           | 222    | AMOR A NOSSA GENTE (PT / PMDB / PROS / PR / PC do B)                                                     | 646.344 | 48,19%     | Eleito majoritariamente |
| Rogério Salles - PSDB         | 1º : Donizete da Castrillon (PTB) 2º : Eduardo Moura (PPS)  | 456    | CORAGEM E ATITUDE PRA MUDAR (PDT / PP / DEM / PSDB / PSB / PPS / PV / PTB / PSDC / PSC / PRP / PSL / PRB | 541.357 | 40,36%     | Não eleito              |
| Rui Prado PSD                 | 1º : Manoel de Souza (SD) 2º : Paulo Gasparoto (PSD)        | 555    | VIVA MATO GROSSO (PSD / PTC / PTN / PEN / PRTB / SD)                                                     | 137.380 | 10,24%     | Não eleito              |
| Gilberto Lopes Filho PSOL     | 1º : Jeová Caetano Júnior (PSOL) 2º : Gilberto Lopes (PSOL) | 500    | PSOL | 16.229  | 1,21%      | Não eleito              |

#### Mato Grosso do Sul
| Candidato a senador             | 1º suplente             | 2º suplente             | Número Eleitoral | Coligação                                                                                 | Tempo de horário eleitoral |
| ------------------------------- | ----------------------- | ----------------------- | ---------------- | ----------------------------------------------------------------------------------------- | -------------------------- |
| Simone Tebet PMDB               | Celso Dal Lago PMDB     | Moacir Kohl PSB         | 151              | MS Cada Vez Melhor PMDB, PSB, PSC, PRB, PRTB, PHS e PT do B                               | 02’09”24                   |
| Ricardo Ayache PT               | Leocádia Petry Leme PDT | Joedi Guimarães PRP     | 133              | Mato Grosso do Sul com a Força de Todos PT, PR, PDT, PRP, PROS, PDT, PCdoB, PV, PTC e PTB | 03’10”06                   |
| Antônio João Hugo Rodrigues PSD | David Infante PSD       | Maria Lúcia Cintra PSDB | 555              | Novo Tempo PSDB, PSD, SD, PPS, PMN e DEM                                                  | 02’27”95                   |
| Alcides Bernal PP               | Ulisses Duarte PP       | Wilson Acosta PP        | 111              | - PP                                                                                      | 01’03”74                   |
| Lucien Rezende PSOL             | Alexandre Omedo PSOL    | Paulo Benites PSOL      | 500              | - PSOL                                                                                    | 00’35”67                   |
| Valdemir Cassimiro PSTU         | Niel Borba PSTU         | Délcio Cruz PSTU        | 167              | - PSTU                                                                                    | 00’33”33                   |

#### Minas Gerais
| Candidato a Senador      | 1º Suplente                   | 2º Suplente              | Número Eleitoral | Coligação                             | Tempo de horário eleitoral |
| ------------------------ | ----------------------------- | ------------------------ | ---------------- | ------------------------------------- | -------------------------- |
| Antônio Anastasia PSDB   | Alexandre Silveira (PSD)      | Lael Varela (DEM)        | 456              | Todos Por Minas                       | 4'02                       |
| Josué Alencar PMDB       | Professora Maria Inês (PROS)  | Sebastião Riera (PMDB)   | 150              | Minas Pra Você                        | 2'56                       |
| Margarida Vieira PSB     | Alexandro de Souza (PPL)      | Igor Versiani (PSB)      | 400              | Minas Quer Mudança                    | 0'48                       |
| Geraldo Batata PSTU      | Andrea Carla (PSTU)           | Erafim Moura (PSTU)      | 161              | Frente de Esquerda Socialista         | 0'27                       |
| Tarcísio PSDC            | Adelcio Neves (PSDC)          | Roney Faria (PSDC)       | 270              | Partido Social Democrata Cristão PSDC | 0'25                       |
| Pablo Lima PCB           | Neres (PCB)                   | Cledimarcio Kojak (PCB)  | 210              | Partido Comunista Brasileiro PCB      | 0'25                       |
| Graça PCO                | Adilson Povão (PCO)           | Sérgio (PCO)             | 290              | Partido da Causa Operária PCO         | 0'25                       |
| Edilson Nascimento PTdoB | Major Juares Ferreira (PTdoB) | Alexandre Santos (PTdoB) | 700              | +Minas                                | 0'30                       |

#### Pará
Helenilson Pontes (PSD): O Vice governador do Pará, foi lançado pelo PSD como candidato a uma vaga pelo senado paraense. O candidato tem como 1º suplemente Fernando Yamada.
Mário Couto (PSDB): Eleito senador em 2006, Mário Couto irá disputar a reeleição pelo cargo do senado pelo PSDB.
Paulo Rocha (PT): Mesmo após ter sua candidatura cassada pelo TSE, e ficar envolvido no escândalo do mensalão, o ex deputado Paulo Rocha irá tentar uma vaga pelo senado paraense, o candidato tem o apoio do PMDB.
Jefferson Lima (PP): O Radialista e apresentador Jefferson Lima é o candidato do PP para o senado, tentou uma vaga em 2012 nas eleições para prefeito de Belém, mas acabou ficando em 3º lugar.
Duciomar Costa (PTB): O Ex-prefeito de Belém e eleito senador em 2002 Duciomar Costa, irá tentar uma reeleição no senado pelo PTB.
Pedrinho Maia (PSOL): O PSOL apostou em Pedrinho Maia ao senado.
Professor Simão (PV): O PV apostou em Professor Simão ao senado.
Renato Rolim (PCB): O PCB apostou em Renato Rolim ao senado.
Eliezer Barros (PRTB): O PRTB apostou em Eliezer Barros ao senado.
Angela Azevedo (PSTU): O PSTU apostou em Angela Azevedo ao senado
Marcela Tolentino (SD):  O Partido Solidariedade decidiu apostar na Enfermeira Marcela Tolentino para o senado
| Candidato a senador   | 1º Suplente         | 2º Suplente           | Número Eleitoral | Coligação                                                                | Tempo de horário eleitoral |
| --------------------- | ------------------- | --------------------- | ---------------- | ------------------------------------------------------------------------ | -------------------------- |
| Helenilson Pontes PSD | Fernando Yamada PSD | Alessando Mariano PSD | 555              | - PSD, PSC, PTC, PRP, PPS, PSB                                           |                            |
| Mário Couto PSDB      | Ronilson Sena PSDB  | Gervasio Camilo PSDB  | 456              | - PSDB                                                                   |                            |
| Paulo Rocha PT        | Valdir Ganzer PT    | Ibanes Taveira PDT    | 131              | Todos pelo Pará PMDB, DEM, PT, PDT, PR, PCdoB, PROS, PPL, PSL, PHS e PTN |                            |
| Jefferson Lima PP     | Ivanildo Pontes PP  | Bruno Soares PP       | 111              | - PP                                                                     |                            |
| Duciomar Costa PTB    | Quaresma PTB        | Marcio Rocha PTB      | 141              | - PTB                                                                    |                            |
| Marcela Tolentino SD  | Angelo Raiol SD     | Gilberto Lima SD      | 777              | - SD, PRB                                                                |                            |
| Pedrinho Maia PSOL    | Charles Aviz PSOL   | Maike Vieira PSOL     | 500              | - PSOL                                                                   |                            |
| Eliezer Barros PRTB   | Alexande Maués PRTB | Marcio Sherlo PRTB    | 280              | - PRTB                                                                   |                            |
| Professor Simão PV    | Rodrigo Vianna PV   | Antonio Ramos PV      | 433              | - PV                                                                     |                            |
| Angela Azevedo PSTU   | Roberto Santos PSTU | Silvio Ribeiro PSTU   | 161              | - PSTU                                                                   |                            |
| Renato Rolin PCB      | Gildo Brito PCB     | Luis Costa PCB        | 210              | - PCB                                                                    |                            |

#### Paraíba
Deputado estadual e deputado federal, senador, vice-governador e governador do estado da Paraíba por três vezes, José Maranhão do PMDB foi eleito senador com 647.271 votos, vencendo seus principais concorrentes Lucélio Cartaxo do PT, na chapa majoritária do então governador e candidato a reeleição Ricardo Coutinho, e o candidato Wilson Santiago do PTB na majoritária do ex-governador e senador Cássio Cunha Lima. Dos 223 municípios paraibanos, José Maranhão conseguiu obter maioria dos votos em 99 municípios. O segundo mais bem votado, Lucélio Cartaxo, em apenas 44. Por fim, Wilson Santiago venceu em 80 municípios.
| Candidatos ao Senado e coligações | Candidatos ao Senado e coligações | Candidatos ao Senado e coligações | Candidatos ao Senado e coligações | Candidatos ao Senado e coligações | Candidatos ao Senado e coligações                                                            |
| Nome dos candidatos               | Nº eleitoral                      | Votos                             | Situação                          | Partido                           | Coligação/Partido                                                                            |
| --------------------------------- | --------------------------------- | --------------------------------- | --------------------------------- | --------------------------------- | -------------------------------------------------------------------------------------------- |
| José Maranhão                     | 155                               | 647.271 (37,12%)                  | Eleito                            | PMDB                              | "Renovação de Verdade" (PMDB).                                                               |
| Lucélio Cartaxo                   | 133                               | 521.938 (29,93%)                  | Derrotado                         | PT                                | "A Força do Trabalho" (PSB, PT, PDT, DEM, PRTB, PRP, PV, PSL, PCdoB, PHS, PPL)               |
| Wilson Santiago                   | 145                               | 506.093 (29,02%)                  | Derrotado                         | PTB                               | "A Vontade do Povo" (PSDB, PEN, PR, PTB, PSD, SD, PMN, PPS, PTdoB, PTN, PRB, PSDC, PSC, PP). |
| Professora Leila                  | 900                               | 44.627 (2,56%)                    | Derrotado                         | PROS                              | "Sem Coligação"                                                                              |
| Nelson Júnior                     | 500                               | 11.502 (0,66%)                    | Derrotado                         | PSOL                              | "Sem Coligação"                                                                              |
| Walter Brito                      | 360                               | 11.063 (0,63%)                    | Derrotado                         | PTC                               | "Sem Coligação"                                                                              |
| Rama Dantas                       | 161                               | 1.461 (0,08%)                     | Derrotado                         | PSTU                              | "Sem Coligação"                                                                              |

.

#### Paraná[25]
| Candidato a Senador  | Suplentes                                           | Número Eleitoral | Coligação                                                                                                | Tempo de horário eleitoral |
| -------------------- | --------------------------------------------------- | ---------------- | --- | -------------------------- |
| Alvaro Dias PSDB     | 1º:Joel Malucelli (PSD) 2º:Severino Araújo (PSB)    | 456              | Todos Pelo Paraná PSDB, PROS, PSD, PSB, DEM, PP, PPS, PSC, PR, SD, PSL, PSDC, PMN, PHS, PEN, PTdoB e PTB | 4min 21s                   |
| Ricardo Gomyde PCdoB | 1º:Elizeu Chociai (PTN) 2º:Paulo Pratinha (PT)      | 650              | Paraná Olhando Pra Frente PT, PDT, PCdoB, PTN e PRB                                                      | 2min 00s                   |
| Marcelo Almeida PMDB | 1º:Anibelli (PMDB) 2º:Herculano Lisboa (PMDB)       | 151              | Paraná Com Governo PMDB, PV e PPL                                                                        | 1min 28s                   |
| Professor Piva PSOL  | 1º: Olavo Costa (PSOL) 2º:Sérgio Santos (PSOL)      | 505              | - PSOL                                                                                                   | 0min 27s                   |
| Mauri Viana PRP      | 1º:Celso Rocha (PRP) 2º:Paulo Tinoco (PRP)          | 444              | - PRP | 0min 26s                   |
| Luiz Bárbara PTC     | 1º:Marcelo Sampaio (PTC) 2º:Helen Chalegre (PTC)    | 360              | - PTC | 0min 25s                   |
| Adilson Silva PRTB   | 1º:Pedro Luiz (PRTB) 2º:Baptista Cavalcante (PRTB)  | 282              | - PRTB                                                                                                   | 0min 25s                   |
| Castagna PSTU        | 1º:Mateus Magalhães (PSTU) 2º:Marcos Aurelio (PSTU) | 160              | - PSTU                                                                                                   | 0min 25s                   |

#### Pernambuco
Fernando Bezerra Coelho (PSB): Ex-deputado e ministro da Integração Nacional, Fernando Bezerra Coelho é candidato ao Senado Federal pelo PSB, tendo como suplentes Carlos Augusto Costa e Eliane Rodrigues, do PV e PSB respectivamente.
João Paulo (PT): O ex-prefeito do Recife desponta como favorito nas intenções de voto para o Senado. Isabel Cristina e Flávio Nóbrega formam a dupla de suplentes na chapa de João Paulo.
Albanise Pires (PSOL): Em sua segunda participação como candidata (foi vice na chapa liderada por Roberto Numeriano, que disputara a eleição para a prefeitura do Recife, em 2012), Albanise é postulante a uma vaga no Senado pelo PSOL. A dupla de suplentes é integrada por Ivan Morais e Ana Rodrigues.
Simone Fontana (PSTU): A professora Simone Fontana é a candidata do PSTU para o Senado Federal. Ela, que disputara os pleitos de 2010 e 2012, com resultados inexpressivos, terá Kelly Cristina e Leôncio Tenório na suplência.
Oxis (PCB): O representante do PCB é o segundo mais velho entre os candidatos a senador (é dois anos mais novo que João Paulo, nascido em 1952). Oxis, como é conhecido, terá a seu lado Márton Ferreira e Jorge Gameleira como suplentes.

#### Piauí
O candidato Aldir Nunes (PCB) teve indeferido o seu registro.
| Candidatos a senador da República | Primeiro suplente de senador | Número | Coligação | Votação | Percentual |
| --------------------------------- | ---------------------------- | ------ | --- | ------- | ---------- |
| Elmano Ferrer PTB                 | José Amauri PROS             | 141    | A vitória com a força do povo (PT, PP, PTB, PR, PHS, PROS, PRP, SD)                                          | 981.219 | 62,29%     |
| Wilson Martins PSB                | Edvaldo Marques PSB          | 400    | Piauí no coração (PMDB, PSDB, PSB, PSD, DEM, PPS, PDT, PCdoB, PV, PRB, PSL, PTN, PSDC, PMN, PTC, PTdoB, PEN) | 562.615 | 35,72%     |
| Gustavo Henrique PSC              | Ismaías Mesquita PSC         | 200    | PSC (sem coligação)                                                                                          | 19.286  | 1,22%      |
| Geraldo Carvalho PSTU             | Petrônio de Paula PSTU       | 160    | PSTU (sem coligação)                                                                                         | 8.274   | 0,53%      |
| Professor Claudionor PPL          | Lisete Napoleão PPL          | 544    | PPL (sem coligação)                                                                                          | 3.840   | 0,24%      |

#### Rio de Janeiro
Romário (PSB): Coligado com a chapa de Lindberg Farias, o ex-jogador e atual deputado federal Romário é o candidato ao Senado pelo PSB.
César Maia (DEM): Coligado com a chapa de Pezão, o economista César Maia é candidato ao senado pelo DEM. César foi Secretário de Fazenda do Governo Brizola e prefeito da cidade do Rio de Janeiro por três mandatos (1993-1996, 2001-2004 e 2005-2008). Atualmente é vereador e vice-presidente da International Democrata de Centro. Concorreu ao Governo do Estado em 1998 e ao Senado em 2010, sendo derrotado em ambas.
Carlos Lupi (PDT): Após romper com a chapa do PMDB por ter perdido a vaga para o candidato a vice-governador, que seria Felipe Peixoto, e não declarar apoio a nenhum outro candidato, o PDT lança em chapa própria o ex-ministro do trabalho Carlos Lupi como candidato ao Senado.
Líliam Sá (PROS): Coligado com Garotinho, o PROS lançou chapa para a disputa do senado, inicialmente o candidato do partido seria Hugo Leal, que acabou desistindo para disputar a reeleição para a Câmara dos Deputados, o partido decidiu por lançar a candidatura da deputada federal Líliam Sá.
Diplomata Sebastião Neves (PRB): Com a candidatura de Marcelo Crivella ao governo do Rio, o partido lança a candidatura do Diplomata Sebastião Neves ao senado.
Pedro Rosa (PSOL): Em Convenção Estadual realizada em 13 de junho, o PSOL oficializou a candidatura de senador do sindicalista paraense Pedro Rosa. O candidato, formado em Geografia, é servidor público da Universidade Federal Fluminense (UFF) e dirigente do Sindicato dos Trabalhadores em Educação da UFF (SINTUFF). Pedro Rosa defende o fim dos privilégios dos senadores, como o alto salário, o longo mandato de oito anos e o direito de aposentadoria ao fim do mandato. Ele também critica a enorme influência do poder econômico nas eleições, pois prejudica os candidaturas com pouco dinheiro e sem apoio dos empresários. Pedro Rosa compõe a Corrente Socialista dos Trabalhadores (CST), tendência radical do PSOL, e defende um programa que reflita as demandas das enormes manifestações nacionais de 2013 e as várias greves de 2014 (muitas dessas tiveram sua participação como apoiador).
Ney Nunes (PCB): Com a candidatura de Ney Nunes ao governo fluminense, o partido lança a candidatura de Eduardo Serra, professor de Engenharia Naval e Ambiental e militante do PCB desde os anos 70. Eduardo já foi candidato a Prefeito e Governador do Rio pelo partido em 2008 e 2010, respectivamente.
Heitor Fernandes (PSTU): Com a candidatura de Dayse Oliveira ao governo do estado, o partido lança a candidatura de Heitor Fernandes, que é servidor dos correios. Heitor já foi três vezes candidato a Prefeitura de Niterói e candidato ao senado em 2010.
| Candidato a Senador           | 1º Suplente                | 2º Suplente                      | Número Eleitoral | Coligação                                           | Tempo de horário eleitoral |
| ----------------------------- | -------------------------- | -------------------------------- | ---------------- | --------------------------------------------------- | -------------------------- |
| Romário PSB                   | João Batista Lemos (PCdoB) | Vivaldo Barbosa (PSB)            | 400              | Frente Popular                                      | 2'12                       |
| Cesar Maia DEM                | Ronaldo Cezar Coelho (PSD) | Jorge Coutinho (PMDB)            | 255              | O Rio em Primeiro Lugar                             | 4'18                       |
| Carlos Lupi PDT               | Sheila Gama (PDT)          | Arildo Teles (PDT)               | 123              | Partido Democrático Trabalhista PDT                 | 0'36                       |
| Líliam Sá PROS                | Comandante Norberto (PROS) | Fernando Willian Ferreira (PROS) | 901              | Trabalhista e Republicana PROS, PR, PTdoB           | 1'03                       |
| Diplomata Sebastião Neves PRB | Coronel Amêndola (PRB)     | Leide (PRB)                      | 100              | Partido Republicano Brasileiro PRB                  | 0'31                       |
| Pedro Rosa PSOL               | Ana Carvalhaes (PSOL)      | Nascimento Bombeiro (PSOL)       | 500              | Partido Socialismo e Liberdade PSOL                 | 0'27                       |
| Eduardo Serra PCB             | Paulo Oliveira (PCB)       | Dinarco Reis Filho (PCB)         | 211              | Partido Comunista Brasileiro PCB                    | 0'25                       |
| Heitor Fernandes PSTU         | Vânia Gobetti (PSTU)       | Lauson Regis (PSTU)              | 161              | Partido Socialista dos Trabalhadores Unificado PSTU | 0'25                       |

#### Rio Grande do Norte[35]
- Partido do Movimento Democrático Brasileiro - Henrique Eduardo Alves é pré-candidato.
- Partido dos Trabalhadores - A deputada Fátima Bezerra pode ser candidata.

#### Rio Grande do Sul[36]
- Partido do Movimento Democrático Brasileiro  Com a morte do então candidato a presidencia Eduardo Campos do Partido Socialista Brasileiro, Marina Silva (então candidata a vice-presidencia) assume o posto de presidenciavel e o deputado Beto Albuquerque do (PSB), que era candidato ao senado gaúcho torna-se vice em sua chapa. Então, o senador Pedro Simon, convidado por Marina, tenta seu quinto mandato seguido.
- Partido Democrático Trabalhista - Lasier Martins é o candidato do partido ao senado.
- Partido dos Trabalhadores - O ex-governador, Olívio Dutra, é candidato.

#### Rondônia
Moreira Mendes (PSD): O ex-senador e atualmente deputado federal Moreira Mendes tentará retornar ao Senado Federal. Compõe da chapa de Expedito Júnior (PSDB).
Acir Gurgacz (PDT) : O atual senador Acir Gurgacz será candidato a reeleição na chapa de Confúcio Moura (PMDB).
Ivone Cassol (PP): A empresária e ex-primeira dama Ivone Cassol será candidata ao senado na chapa de Jaqueline Cassol (PR).
Pastor Aluízio Vidal (PSOL): Novamente candidato ao senado, o Pastor Aluízio Vidal compõe a chapa de Pimenta de Rondônia (PSOL).
| Candidato a Senador       | 1º Suplente               | 2º Suplente                 | Nº  | Coligação                                                                      | Número de Votos   |
| ------------------------- | ------------------------- | --------------------------- | --- | ------------------------------------------------------------------------------ | ----------------- |
| Moreira Mendes PSD        | Lindomar Carreiro (PSDB)  | Júnior Dall Agnol (PSD)     | 555 | Frente Muda Rondônia PSDB, PSDC, PSD, PEN, SD, PHS, PSC, PMN, PTdoB, PRB e DEM | 193.184 (25,94 %) |
| Acir Gurgacz' PDT         | Assis Gurgacz (PDT)       | Pastor Valadares Neto (PDT) | 123 | Rondônia no caminho certo PMDB, PSB, PDT, PTB, PCdoB, PRTB, PSL, PRP e PTN     | 312.614 (41,98 %) |
| Ivone Cassol PP           | Jânio Alencar Torres (PP) | Ilário Bodanese (PP)        | 111 | O Respeito está de volta PR, PP, PPS, PROS, PV e PTC                           | 160.964 (21,62 %) |
| Pastor Aluízio Vidal PSOL | Luiz Augusto Porto (PSTU) | Ramiro Luís (PSOL)          | 500 | Frente de Esquerda PSOL/PSTU PSOL e PSTU                                       | 77.865 (10,46 %)  |

#### Roraima
.
Com apenas uma vaga disponível, Telmário Mota foi o eleito.
| Candidato (a) ao Senado      | Suplentes                                                        | Número | Coligação                                      | Votos  | Porcentagem |
| ---------------------------- | ---------------------------------------------------------------- | ------ | ---------------------------------------------- | ------ | ----------- |
| Telmário Mota PDT            | 1º: Thieres Pinto (PDT) 2º: Rudson Leite (PV)                    | 123    | É pra frente que se anda PT/PDT/PC do B/PV/PTC | 96.888 | 41,24%      |
| Luciano Castro PR            | 1º: Jomalia Rodrigues Torres (PR) 2º: Claudionor Cavalcante (PR) | 223    | Sem coligação PR                               | 50.118 | 21,33%      |
| José de Anchieta Júnior PSDB | 1º: Dr. Alexandre Salomão (PSDB) 2º: Arnóbio (PSDB)              | 456    | Sem coligação PSDB                             | 48.309 | 20,56%      |
| Mozarildo Cavalcanti PTB     | 1º: Sodré Santoro (PTB) 2º: Não disponível                       | 144    | Salve Roraima PP/PTB/DEM                       | 25.594 | 10,89%      |
| Drª Josy Carvalho PPL        | 1º: Não disponível 2º: Dr. Nil Brito (PPL)                       | 545    | Sem Coligação                                  | 11.476 | 4,88%       |
| Dionisio Alves PSTU          | 1º: Francisco Araujo (PSOL) 2º: Maria Alves (PSTU)               | 160    | Alternativa de Esquerda para Roraima PSOL/PSTU | 2.562  | 1,09%       |

#### Santa Catarina
| Partido | Partido | Candidato                | Votos     | Votos (%) |
| ------- | ------- | ------------------------ | --------- | --------- |
|         | PMDB    | Dário Berger             | 1 308 503 | 42,82%    |
|         | PSB     | Paulo Bornhausen         | 1 172 940 | 38,38%    |
|         | PT      | Milton Mendes            | 427 990   | 14%       |
|         | PSOL    | Sargento Amauri Soares   | 94 845    | 3,1%      |
|         | PMN     | Alan Alves Moreira       | 23 435    | 0,77%     |
|         | PRP     | Professora Junara Ferraz | 20 165    | 0,66%     |
|         | PSTU    | Rosane de Souza          | 8 191     | 0,27%     |
| Totais  | Totais  | Totais                   | 3 056 069 |           |

 
|
| Seções | 14 593 |

#### São Paulo
José Serra (PSDB): Após anunciar que seria candidato à Câmara dos Deputados, o ex-governador de São Paulo acabou mudando de ideia e decidiu disputar uma vaga no Senado Federal. José Aníbal, que seria o candidato após a desistência de Serra, acabou se tornando o 1º Suplente da chapa.
Eduardo Suplicy (PT): O Senador Eduardo Suplicy concorreu a mais um mandato. Ele está no Senado há 24 anos, sendo um dos políticos há mais tempo no cargo.
Gilberto Kassab (PSD): Coligado com Paulo Skaf, o ex-prefeito da capital Gilberto Kassab foi o candidato da chapa ao Senado.
Marlene Campos Machado (PTB): PTB lançou a candidatura da empresária Marlene Campos Machado.
Kaká Werá (PV): O escritor Kaká Werá Jecupé foi o candidato do partido.
Ana Luiza (PSTU): Coligado ao PSOL, o PSTU indicou a candidatura da coligação ao Senado.  A servidora pública federal Ana Luiza foi a escolhida. Ela concorreu ao mesmo cargo em 2010.
Fernando Lucas (PRP): Coligado com o PHS, o PRP indicou a candidatura da coligação ao Senado. O empresário Fernando Lucas foi o escolhido.
Edmilson Costa (PCB): O PCB escolheu Edmilson Costa para ser seu candidato.
Ricardo Fláquer (PRTB): O PRTB apostou na candidatura do advogado Ricardo Fláquer.
Juraci Garcia (PCO): O PCO escolheu o administrador Juraci Garcia como candidato.
| Candidato a Senador        | 1º Suplente                  | 2º Suplente                     | Número Eleitoral | Coligação                                                                                | Tempo de horário eleitoral |
| -------------------------- | ---------------------------- | ------------------------------- | ---------------- | ---------------------------------------------------------------------------------------- | -------------------------- |
| José Serra PSDB            | José Aníbal (PSDB)           | Atílio Francisco (PRB)          | 456              | Aqui é São Paulo PSDB, DEM, PSB, SD, PSC, PPS, PRB, PTC, PTN, PSL, PTdoB, PEN, PMN, PSDC | 2min22seg                  |
| Eduardo Suplicy PT         | Tadeu Candelária (PR)        | Rozane Maria de Sena (PT)       | 131              | Pra Mudar de Verdade PT, PCdoB, PR                                                       | 2min01seg                  |
| Gilberto Kassab PSD        | Alda Marco Antônio (PSD)     | Alfredo Cotait Neto (PSD)       | 555              | São Paulo Quer o Melhor PMDB, PDT, PROS, PSD, PP                                         |                            |
| Marlene Campos Machado PTB | Antônio Alves da Silva (PTB) | José Francisco Viddoto (PTB)    | 140              | - PTB                                                                                    |                            |
| Kaká Werá PV               | Jean Nascimento (PV)         | Luiz Carlos da Silva Bosio (PV) | 430              | - PV                                                                                     |                            |
| Ana Luiza Figueiredo PSTU  | Anízio Batista (PSOL)        | Wilson Aparecido Ribeiro (PSTU) | 161              | Frente de Esquerda PSOL, PSTU                                                            |                            |
| Fernando Lucas PRP         | José Roberto Ramires (PRP)   | João Duarte (PHS)               | 441              | Unidos por São Paulo PHS, PRP                                                            |                            |
| Edmilson Costa PCB         | Fernando Zingra (PCB)        | César Mangolin (PCB)            | 210              | - PCB                                                                                    |                            |
| Ricardo Fláquer PRTB       | Felipe Fláquer (PRTB)        | Gilberto Carlos Ferreira (PRTB) | 281              | - PRTB                                                                                   |                            |
| Juraci Baena Garcia PCO    | Afonso Teixeira Filho (PCO)  | Cláudio Roberto Vieira (PCO)    | 290              | - PCO                                                                                    |                            |

#### Sergipe
Maria do Carmo (DEM): A candidatura à reeleição da senadora Maria do Carmo Alves foi oficializada durante a convenção do DEM, realizada no dia 30 de junho.
Maria do Carmo será candidata à senadora pelo DEM na coligação com o PSC, que tem como candidato ao governo do estado Eduardo Amorim. Está em seu segundo mandato e tenta reeleição.
Rogério Carvalho (PT): A candidatura de Rogério Carvalho ao Senado foi oficializada durante as convenções do PT no dia 30 de junho. A assembleia foi realizada na sede do partido e anunciou a aliança com o PMDB que confirmou a candidatura de Jackson Barreto à reeleição.
Antônio Marques (PCB): A pré-candidatura do professor Antônio Marques foi lançada durante a convenção do PCB, realizada em Aracaju.
O grupo lançou a pré-candidatura da professora Sônia Meire PSOL ao Governo.
Edvaldo Leandro (PSTU): Durante a convenção partidária, o PSTU lançou a candidatura do petroleiro Edvaldo Leandro ao Senado. O Partido integra a Frente de Esquerda, juntamente com o PSOL e o PCB.
Moacir Santos "Bila" (PPL): O servidor público Moacir Santos será candidato ao senado na chapa do PPL, que tem como candidato ao governo Aírton Costa Santos.
| Candidato a Senador   | 1º Suplente              | 2º Suplente                | Nº  | Coligação                                                                           | Tempo de horário eleitoral |
| --------------------- | ------------------------ | -------------------------- | --- | ----------------------------------------------------------------------------------- | -------------------------- |
| Maria do Carmo DEM    | Ricardo Franco (PTB)     | Pastor Virgínio Neto (PSC) | 251 | Agora Sim PSC, PSDB, DEM, PTB, PPS, PR, SD, PTC, PEN, PV, PHS, PMN, PSL, PP e PTdoB |                            |
| Rogério Carvalho PT   | Gilberto dos Santos (PT) | Ivan Leite (PRB)           | 131 | Agora é o Povo PMDB, PSB, PT, PRB, PSD, PCdoB, PDT, PROS, PRTB , PSDC e PRP         |                            |
| Antônio Marques PCB   | Clelia Santos (PCB)      | Renaldo Silva (PCB)        | 212 | PCB                                                                                 |                            |
| Edivaldo Leandro PSTU | Edilson Santos (PSTU)    | Ercílio Santos (PSTU)      | 161 | PSTU                                                                                |                            |
| Bila PPL              | Dona Enir Costa (PPL)    | Sandro Melo (PPL)          | 543 | PPL                                                                                 |                            |

#### Tocantins
- Partido Social Democrático - A senadora Kátia Abreu deve disputar a reeleição.

## Pesquisas de opinião

### Amazonas
| 12 de novembro de 2012 | Perspectiva | 54,3% | 20,1% | 15,9% |

| Data                   | Instituto   | Candidato ao Senado     | Candidato ao Senado | Candidato ao Senado     | Candidato ao Senado | Candidato ao Senado | Candidato ao Senado   | Candidato ao Senado  | Candidato ao Senado | Candidato ao Senado |
| Data                   | Instituto   | Alfredo Nascimento (PR) | Átila Lins (PSD)    | Francisco Praciano (PT) | José Melo (PMDB)    | Marcos Rotta (PMDB) | Plínio Valério (PSDB) | Serafim Corrêa (PSB) | Sidney Leite (DEM)  | Silas Câmara (PSD)  |
| ---------------------- | ----------- | ----------------------- | ------------------- | ----------------------- | ------------------- | ------------------- | --------------------- | -------------------- | ------------------- | ------------------- |
| 12 de novembro de 2012 | Perspectiva | 16,4%                   | 6,9%                | 9,1%                    | 10,1%               | 20,8%               | 8,2%                  | 9,9%                 | 3,7%                | 6,8%                |

### Distrito Federal
| Fevereiro de 2013 | Q&P | 10,6% | 10,4% | —     | —    | 20,4% | 15,6% | 6% |
| Fevereiro de 2013 | Q&P | 11,1% | —     | 19,6% | —    | 26%   | —     | —  |
| Fevereiro de 2013 | Q&P | 12,6% | —     | —     | 8,5% | 31,3% | —     | —  |

| Fevereiro de 2013 | Q&P | —    | —     | 13,9% | 10,9% | 3%   | 14%   | 30,4% |
| Fevereiro de 2013 | Q&P | 4,9% | 10,8% | —     | 15,4% | 4,4% | —     | 31,5% |
| Fevereiro de 2013 | Q&P | 4,9% | —     | —     | —     | 4,4% | 12,6% | 31,3% |

### Maranhão
| 15 de novembro de 2012 | Instituto Amostragem | 31,92% | 55,54% | —      | —      | —      |
| 15 de novembro de 2012 | Instituto Amostragem | —      | 62,06% | 23,31% | —      | —      |
| 15 de novembro de 2012 | Instituto Amostragem | —      | 67,31% | —      | —      | 16,23% |
| 15 de novembro de 2012 | Instituto Amostragem | —      | 63,08% | —      | 20,15% | —      |

### Minas Gerais
| 2013 | Vox Populi/Sensus | 10% | 35% |

### Paraná
| 11 de dezembro de 2012 | Instituto Paraná Pesquisas | 51%   | 36%   | —   | —  | —   | —    |
| 11 de dezembro de 2012 | Instituto Paraná Pesquisas | 55%   | —     | —   | —  | 31% | —    |
| 11 de dezembro de 2012 | Instituto Paraná Pesquisas | 51%   | —     | 35% | —  | —   | —    |
| 11 de dezembro de 2012 | Instituto Paraná Pesquisas | 51%   | —     | —   | 6% | 28% | —    |
| 11 de dezembro de 2012 | Instituto Paraná Pesquisas | 41%   | 26%   | —   | —  | 21% | —    |
| 16 de maio de 2014     | Instituto Multicultural    | 48,5% | 15,5% | —   | —  | 11% | 1,5% |

| Data                   | Instituto                  | Candidato ao Senado | Candidato ao Senado | Candidato ao Senado    | Candidato ao Senado    | Candidato ao Senado | Candidato ao Senado | Candidato ao Senado | Candidato ao Senado   | Candidato ao Senado |
| Data                   | Instituto                  | Álvaro Dias (PSDB)  | André Vargas (PT)   | Marcelo Almeida (PMDB) | Orlando Pessuti (PMDB) | Osmar Dias (PDT)    | Paulo Bernardo (PT) | Ricardo Barros (PP) | Valdir Rossoni (PSDB) |                     |
| ---------------------- | -------------------------- | ------------------- | ------------------- | ---------------------- | ---------------------- | ------------------- | ------------------- | ------------------- | --------------------- | ------------------- |
| 11 de dezembro de 2012 | Instituto Paraná Pesquisas | 39,15%              | 2,74%               | 1,4%                   | 5,61%                  | 29,63%              | —                   | 5,61%               | 4,39%                 |                     |
| 11 de dezembro de 2012 | Instituto Paraná Pesquisas | 64,63%              | —                   | 2,5%                   | —                      | —                   | 6,71%               | 10,85%              | —                     |                     |
| 11 de dezembro de 2012 | Instituto Paraná Pesquisas | —                   | 4,51%               | 2,13%                  | —                      | 61,22%              | —                   | 9,82%               | 7,38%                 |                     |

### Paraíba
| Data                   | Instituto         | Candidato ao Governo     | Candidato ao Governo | Candidato ao Governo        | Candidato ao Governo | Candidato ao Governo | Candidato ao Governo   | Candidato ao Governo | Candidato ao Governo           | Candidato ao Governo |
| Data                   | Instituto         | Cássio Cunha Lima (PSDB) | Cícero Lucena (PSDB) | Luciano Angra (sem partido) | Luciano Cartaxo (PT) | Manoel Júnior        | Ricardo Coutinho (PSB) | Rômulo Gouveia (PSD) | Veneziano Vital do Rêgo (PMDB) | Zé Maranhão (PMDB)   |
| ---------------------- | ----------------- | ------------------------ | -------------------- | --------------------------- | -------------------- | -------------------- | ---------------------- | -------------------- | ------------------------------ | -------------------- |
| 11 de dezembro de 2012 | Instituto Opinião | 9,1%                     | 0,9%                 | 3,8%                        | 1,2%                 | 0,1%                 | 13,8%                  | 0,1%                 | 2%                             | 2,3%                 |

### Rio de Janeiro
| Data                     | Candidato ao Governo | Candidato ao Governo | Candidato ao Governo | Candidato ao Governo | Candidato ao Governo | Candidato ao Governo | Candidato ao Governo | Candidato ao Governo | Candidato ao Governo |
| Data                     | Alfredo Sirkis (PV)  | Beltrame (PMDB)      | César Maia (DEM)     | Chico Alencar (PSOL) | Gabeira (PV)         | Garotinho (PR)       | Lindberg (PT)        | Pezão (PMDB)         |                      |
| ------------------------ | -------------------- | -------------------- | -------------------- | -------------------- | -------------------- | -------------------- | -------------------- | -------------------- | -------------------- |
| Dezembro de 2011         | —                    | 20%                  | 20%                  | —                    | —                    | 10%                  | 20%                  | —                    |                      |
| Fevereiro de 2012        | —                    | —                    | —                    | —                    | —                    | 35%                  | 14%                  | 2%                   |                      |
| Abril de 2012            | —                    | —                    | —                    | —                    | —                    | 30%                  | 20%                  | 2%                   |                      |
| Maio de 2012             | —                    | —                    | —                    | 5%                   | 10%                  | 34%                  | 14%                  | 4%                   |                      |
| Maio de 2012             | —                    | 7%                   | —                    | 5%                   | 7%                   | 35%                  | 14%                  | —                    |                      |
| Outubro de 2012          | —                    | —                    | —                    | —                    | —                    | 41%                  | 13%                  | 5%                   |                      |
| Março de 2013            | —                    | —                    | —                    | —                    | —                    | 21%                  | 28%                  | 10%                  |                      |
| 16 e 17 de Março de 2013 | 2,3%                 | 15,3%                | —                    | —                    | —                    | 17,5%                | 17,4%                | 11,6%                |                      |
| 26 de Março de 2013      | —                    | —                    | —                    | —                    | —                    | 23%                  | 17%                  | 16%                  |                      |

### Rio Grande do Norte
| 29 de janeiro de 2013 | Consult | —      | —      | 12,88% | 17,18% | 38,29% |
| 29 de janeiro de 2013 | Consult | 27,35% | —      | 14,94% | 23,53% | —      |
| 29 de janeiro de 2013 | Consult | —      | 38,24% | 9,35%  | —      | 29,82% |
| 29 de janeiro de 2013 | Consult | —      | —      | 16,12% | —      | 46,94% |
| 29 de janeiro de 2013 | Consult | 42,92% | —      | 17,53% | —      | —      |

| 29 de janeiro de 2013 | Consult | 43,59% | 28,71% |

### Rondônia
| Data                    | Instituto         | Candidato ao Governo | Candidato ao Governo  | Candidato ao Governo   | Candidato ao Governo  | Candidato ao Governo | Candidato ao Governo | Candidato ao Governo  | Candidato ao Governo  | Candidato ao Governo |
| Data                    | Instituto         | Aluizio Vidal (PSOL) | Confúcio Moura (PMDB) | Expedito Júnior (PSDB) | Hermínio Coelho (PSD) | Ivo Cassol (PP)      | Kazan (PEN)          | Nilton Capixaba (PTB) | Roberto Sobrinho (PT) |                      |
| ----------------------- | ----------------- | -------------------- | --------------------- | ---------------------- | --------------------- | -------------------- | -------------------- | --------------------- | --------------------- | -------------------- |
| 20 de fevereiro de 2013 | Instituto Phoenix | 4,4%                 | 3,4%                  | 26,4%                  | 13,6%                 | 11,5%                | 5,9%                 | 3,1%                  | 0,5%                  |                      |